# Sigma Sagittarii
Sigma Sagittarii (Nunki, Sadira, 34 Sagittarii) é uma estrela na direção da constelação de Sagittarius. Possui uma ascensão reta de 18h 55m 15.92s e uma declinação de −26° 17′ 47.7″. Sua magnitude aparente é igual a 2.05. Considerando sua distância de 224 anos-luz em relação à Terra, sua magnitude absoluta é igual a −2.14. Pertence à classe espectral B2.5V.